# Lew (Karkonosze)
Lew (niem. Lōwenstein) – granitowa skałka w Sudetach Zachodnich, w paśmie Karkonoszy.

## Położenie
Lew położony jest w południowo-zachodniej Polsce, w Sudetach Zachodnich, w środkowej części Karkonoszy, na północnym zboczu Śląskiego Grzbietu, na grzbiecie odchodzącym na północ od Śląskich Kamieni (Hutniczy Grzbiet), pomiędzy dolinami Sopotu i Czerwienia, w obrębie większej grupy Bażynowych Skał. Leży na wysokości ok. 1200 m n.p.m., na obszarze Karkonoskiego Parku Narodowego.
Utworzony jest z granitu karkonoskiego.